# Афинский университет
Афинский национальный университет имени Каподистрии (греч. Εθνικό και Καποδιστριακό Πανεπιστήμιο Αθηνών — «Национальный и каподистрианский университет Афин»), часто называется просто Афинский университет (греч. Πανεπιστήμιο Αθηνών) — старейший из университетов Греции, основан в 1837 году. Сейчас является вторым по величине высшим учебным заведением страны после Университета имени Аристотеля в Салониках.

## История
Афинский университет был основан 3 мая 1837 года и размещён в усадьбе архитектора Стаматиса Клеантиса. Он стал первым университетом не только в Греции, но и на Балканах и во всём восточно-средиземноморском регионе и имел 4 факультета: теологии, права, медицины и искусств (включавшего прикладные науки и математику). 120 студентам преподавали 33 профессора.
Перед тем, как университет получил своё современное название в честь первого президента Греции Иоанна Каподистрии, он был известен как университет Оттона — по имени первого короля Оттона Баварского. В ноябре 1841 года занятия были перенесены в новый, только что построенный корпус. Проект сооружения выполнил датский архитектор Теофил фон Хансен — известный также как автор Афинской трилогии, которую помимо университета составляют Национальная библиотека Греции и Национальная академия.
Одно из основных изменений в структуре университета произошло в 1904 году, когда факультет искусств был разделен на два факультета: собственно искусств и факультет наук. Последний включал кафедры математики и физики, а также школу фармации. В 1919 году была создана кафедра химии, а школа фармации была переименована в кафедру фармации.
В период между 1895 и 1911 гг университет ежегодно принимал в среднем тысячу студентов. После окончания Первой мировой войны количество новых студентов впервые достигло 2 тысяч. Следовательно, появилась необходимость ввести вступительные экзамены, и начиная с 1927—1928 учебного года экзамены были введены на всех факультетах. С 1954 года по просьбе университета количество студентов определялось квотами Министерства образования и религии Греции.

## Структура университета

### Институт теологии
- Факультет теологии
- Факультет социальной теологии

### Институт философии
- Факультет философии, педагогики и психологии
- Факультет истории и археологии
- Факультет филологии
- Факультет английской филологии
- Факультет французской филологии
- Факультет немецкой филологии
- Факультет итало-испанской филологии
- Факультет турецкой филологии
- Факультет театральных искусств
- Факультет музыкальных искусств
- Факультет русского языка и славянской филологии

### Медицинский институт
- Медицинский факультет
- Стоматологический факультет
- Фармацевтический факультет
- Факультет сестринского дела

### Институт права, экономики и политических наук
- Факультет права
- Факультет экономических наук
- Факультет политических наук и государственного управления

### Институт естественных наук
- Факультет физики
- Факультет биологии
- Факультет геологии
- Факультет химии
- Факультет математики
- Факультет информатики и телекоммуникаций

### Независимые факультеты[4]
- Факультет физвоспитания
- Факультет начального образования
- Факультет раннего образования
- Факультет коммуникаций и масс-медиа
- Факультет философии и истории науки

## Люди, связанные с университетом

### Учёные
- Георгиос Склавунос
- Лука Кацели
- Шандор фон Кораний
- Михаил Стасинопулос
- Йоргос Каминис
- Ласкарев, Владимир Дмитриевич

### Меценаты
- Димитриос Платигенис